# Triband (Band)
Triband war ein Berliner Quartett bestehend aus den Musikern Sandie Wollasch, Tommy Baldu, Sebastian Studnitzky und Michael Paucker. Ihre Musik bestand aus einer Mischung aus Jazz, Pop und elektronischer Musik.

## Geschichte
Triband wurde 2005 von Sandie Wollasch, Tommy Baldu und Sebastian Studnitzky gegründet. Im selben Jahr erschien auch ihr erstes Album No Sleep, das sie zusammen mit Musikern wie Joo Kraus, Christian von Kaphengst, Florian Sitzmann, Michael Koschorreck und Edo Zanki aufnahmen.
2007 erschien mit Trip das zweite Album von Triband. Im selben Jahr erhielt Triband den Musikpreis des Verbandes der Deutschen Konzertdirektionen für ihre „originellen, interessanten Arrangements zwischen Jazz, Pop und Dance“.
Am 30. Januar 2009 erschien ihr aktuelles Album So Together, das im Herbst 2008 im Green House Studio in Reykjavík auf Island aufgenommen wurde.

## Diskografie
- 2005: No Sleep (minor music)
- 2007: Trip (Herzog Records)
- 2009: So Together (Herzog Records)
- 2011: Live at Schloss Elmau (Eigenveröffentlichung)
- 2012: Where Did All the Love Go? (Contemplate) (Wiederveröffentlichung von „Live at Schloss Elmau“)